# Renan Demirkan

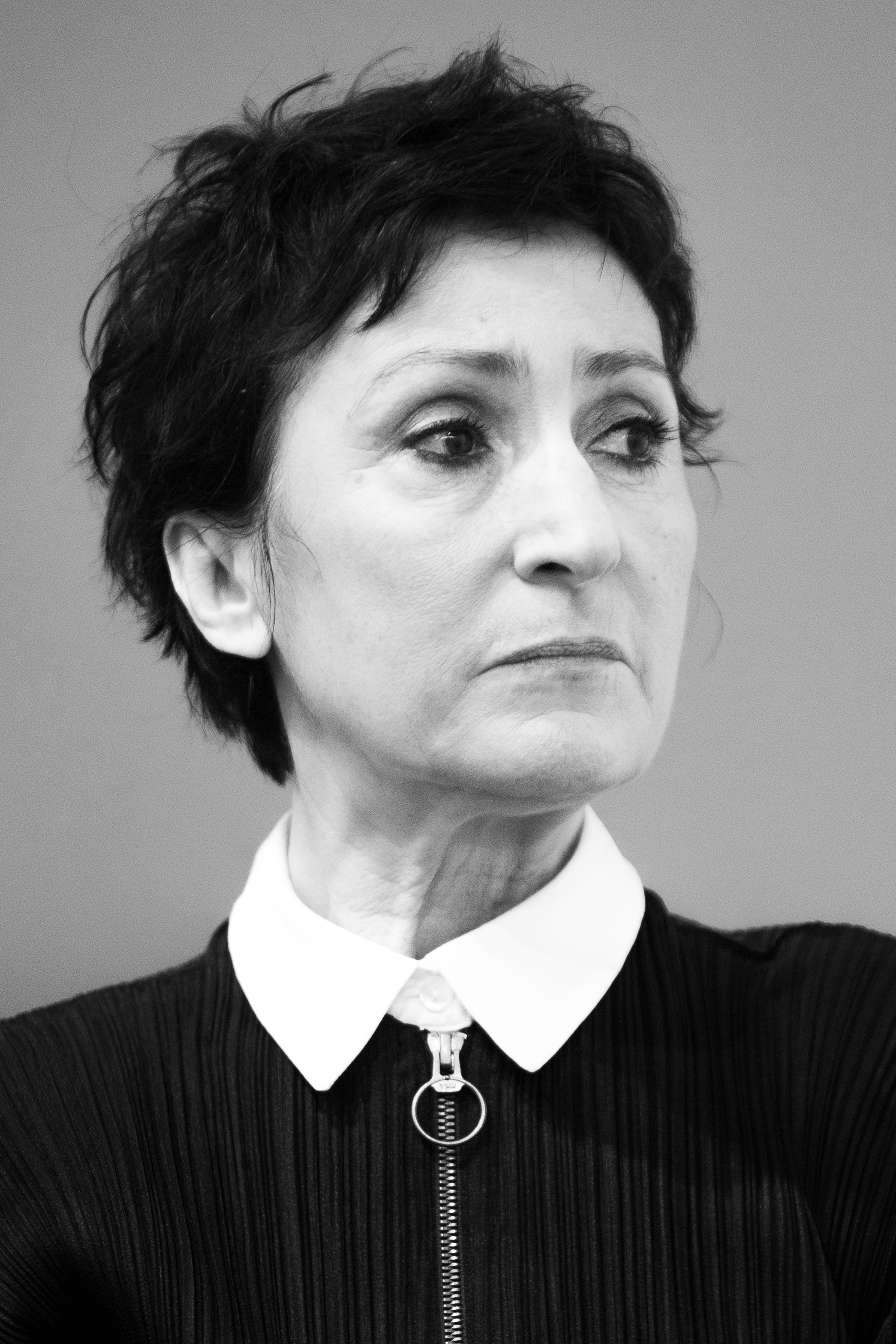
Renan Demirkan, 2018

Renan Demirkan (* 12. Juni 1955 in Ankara, Türkei) ist eine türkisch-deutsche Schriftstellerin und Schauspielerin.

## Leben
Renan Demirkan kam im Jahr 1962 als siebenjähriges Kind mit ihrer Familie nach Hannover, wo sie zunächst die Gerhart-Hauptmann-Realschule besuchte und später das Berufliche Gymnasium Wirtschaft mit dem Abitur absolvierte. Von 1976 bis 1980 studierte sie an der Hochschule für Musik und Theater Hannover Schauspiel. Es folgten jeweils zweijährige Bühnenengagements in Nürnberg, Dortmund und Köln; sie steht – neben ihren sonstigen Tätigkeiten – weiterhin auf der Bühne. Seit 1981 unternimmt sie auch Soloprogramme und Lesungen.
Im Jahr 1982 erhielt sie ihre erste Rolle in einem Film. Bekannt wurde sie durch ihre Rolle in dem Schimanski-Kinofilm Zahn um Zahn (1985). Seitdem spielt sie vor allem in Fernsehfilmen.
Mit Schwarzer Tee mit drei Stück Zucker erschien 1991 ihr erster Roman. Seither folgten fünf weitere Bücher. Demirkan schrieb auch für die Bühne.
Seit den 1990er Jahren ist sie auch als Moderatorin und Laudatorin von Veranstaltungen tätig, u. a. von Amnesty International und UNICEF. Sie ist Mitglied im PEN-Zentrum Deutschland.

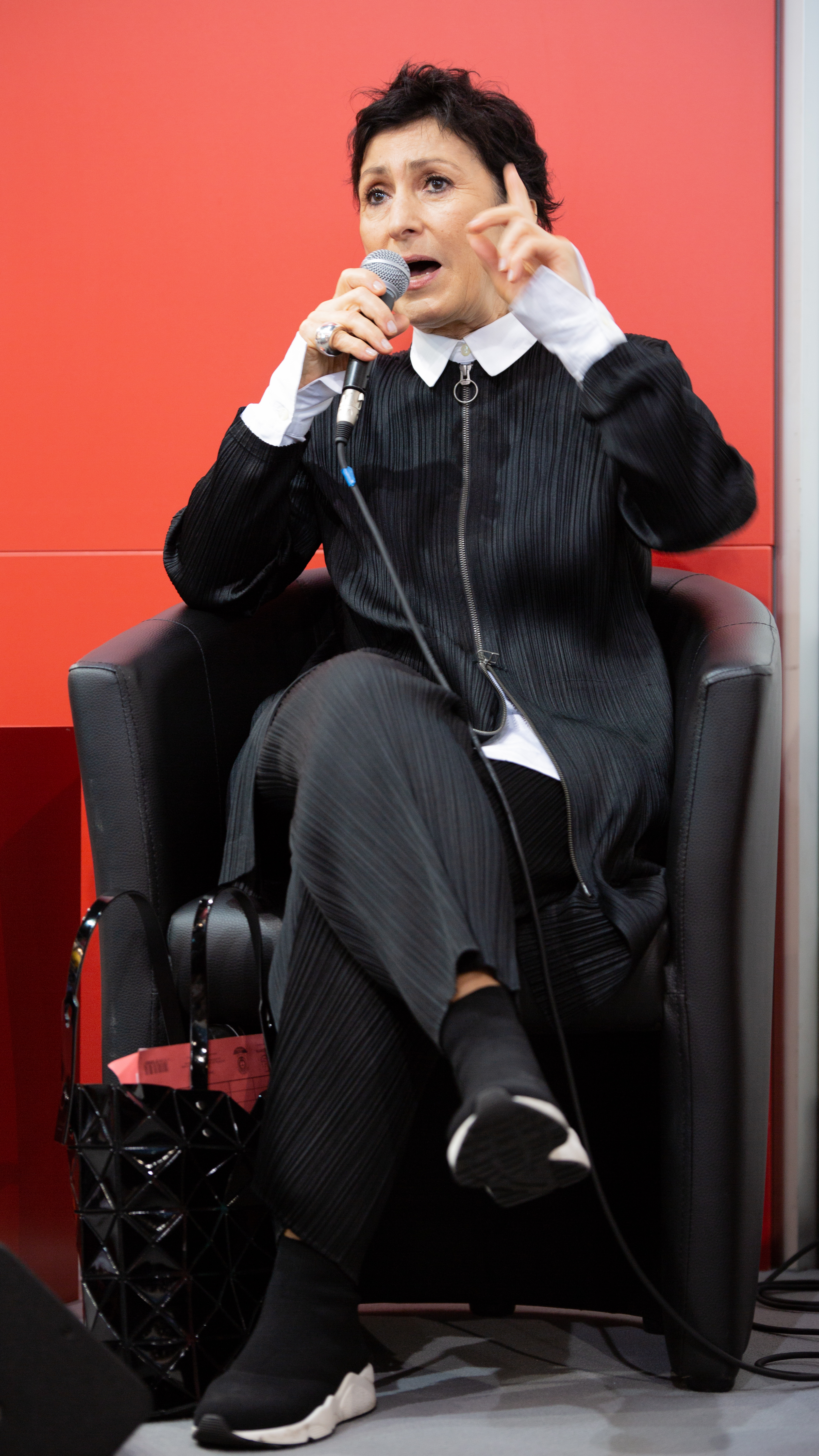
Renan Demirkan während einer Podiumsdiskussion auf der Frankfurter Buchmesse 2018

Demirkan war im Jahr 2004 Mitglied der 12. Bundesversammlung, im Jahr 2017 Mitglied der 16. Bundesversammlung und im Jahr 2022 Mitglied der 17. Bundesversammlung. Sie wurde jeweils von der SPD nominiert und vertrat das Land Nordrhein-Westfalen. Demirkan kandidierte für die SPD als Direktkandidatin für die Bundestagswahl 2025 im Bundestagswahlkreis Köln II.
2016 initiierte sie den Aufruf „checkpoint:demokratie“, der im Mai 2017 zu einem eingetragenen Verein wurde und dessen Vorstandsvorsitzende sie ist. Im Juni 2017 gründete sie die gemeinnützige Gesellschaft „Zeit der Maulbeeren“, deren Geschäftsführerin sie ist. Das Projekt wird vom Land NRW unterstützt und ist ein kostenloses dreiwöchiges Angebot an finanziell bedürftige, krebskranke Frauen mit und ohne Kinder.

„Ich habe die Liebe von Moslems gelernt. Das Handeln von Christen und das Denken von den Juden.“

Demirkan ist Mutter einer Tochter und lebt in Windeck.

## Filmografie (Auswahl)
- 1984: Super
- 1984: Don Carlos
- 1985: Zahn um Zahn
- 1986: Geschichten aus der Heimat (Fernsehserie) Episode: Klingeln bei Krötzkes
- 1988: Die Männer vom K3 (Fernsehserie, Folge Familienfehde)
- 1989: Er – Sie – Es
- 1989: Quarantäne
- 1989: Reporter (Fernsehserie, 9 Folgen)
- 1990: Für immer jung
- 1992: Auge um Auge
- 1992: Tatort: Tod aus der Vergangenheit (Fernsehreihe)
- 1992: Der Augenzeuge (In fuga per la vita, Fernsehdreiteiler)
- 1992, 1994: Der Fahnder (Fernsehserie, verschiedene Rollen, 2 Folgen)
- 1992–2007: Der Alte (Fernsehserie, verschiedene Rollen, 13 Folgen)
- 1993–2006: Wolffs Revier (Fernsehserie, verschiedene Rollen, 7 Folgen)
- 1993: Der große Bellheim (Fernsehvierteiler)
- 1993: Das Sahara-Projekt (Fernsehvierteiler)
- 1995: Inzest – Ein Fall für Sina Teufel
- 1998: Reise in die Nacht
- 2002–2005: Siska (Fernsehserie, verschiedene Rollen, 3 Folgen)
- 2005: Kanzleramt (Fernsehserie, Folge Auf Leben und Tod)
- 2005: Unter weißen Segeln – Odyssee der Herzen (Fernsehreihe)
- 2007: Schattenkinder
- 2008: Ein Fall für zwei (Fernsehserie, Folge Ehrensache)
- 2013: Mordkommission Istanbul: Rettet Tarlabasi (Fernsehreihe)
- 2015–2019: Dr. Klein (Fernsehserie, 50 Folgen)
- 2016: Die Diplomatin: Das Botschaftsattentat (Fernsehreihe)
- 2020: Bettys Diagnose (Fernsehserie, Folge Auf einem Auge blind)
- 2021: Marie fängt Feuer – Helden des Alltags (Fernsehreihe)
- 2022: Tatort: Vier Jahre (Fernsehreihe)
- 2022: Tatort: Hubertys Rache (Fernsehreihe)
- 2023–2024: Rote Rosen (Fernsehserie)
- 2023: In aller Freundschaft – Die jungen Ärzte (Fernsehserie, Folge Überforderung)
- 2024: Tatort: Pyramide (Fernsehreihe)

## Werke
- Schwarzer Tee mit drei Stück Zucker. Roman. Klartext, Essen 1991, ISBN 3-462-03327-1.
- Die Frau mit Bart. Erzählung. Kiepenheuer und Witsch, Köln 1994, ISBN 3-462-02357-8.
- Es wird Diamanten regnen vom Himmel. Roman. Kiepenheuer und Witsch, Köln 1999, ISBN 3-462-02832-4.
- Über Liebe, Götter und Rasenmähn. Geschichten. Allitera-Verl., München 2003, ISBN 3-8330-8008-6.
- Septembertee. Autobiographie. Kiepenheuer, Berlin 2008, ISBN 978-3-378-01098-7.
- Respekt : Heimweh nach Menschlichkeit. Sachbuch. Herder, Freiburg, Br. 2011, ISBN 978-3-451-30458-3.

## Auszeichnungen
- 1983: Förderpreis des Landes Nordrhein-Westfalen
- 1989: Goldene Kamera (Lilli-Palmer-Gedächtniskamera) als Beste Nachwuchsschauspielerin
- 1990: Adolf-Grimme-Preis für die 1. und 2. Folge von Reporter (zusammen mit Klaus Emmerich, Hans Noever, Walter Kreye und Jürgen Holtz)
- 1998: Bundesverdienstkreuz
- 2002: Theaterpreis der INTHEGA
- 2018: Martinipreis der SPD Südpfalz[6]